# Stazione di Tanihama
La stazione di Tanihama (谷浜駅?, Tanihama-eki) è una stazione ferroviaria della città di Jōetsu della prefettura di Niigata, in Giappone.

## Linee
JR West
■ Linea principale Hokuriku

## Struttura
La stazione è realizzata in superficie, con un marciapiede laterale e uno a isola, con tre binari passanti. Il fabbricato dispone di una sala d'attesa, e di servizi igienici. Il passaggio alla banchina opposta avviene tramite passerella.
| 1 | ■ Linea principale Hokuriku | per Naoetsu                     |
| 2 | Non in uso                  | Non in uso                      |
| 3 | ■ Linea principale Hokuriku | per Itoigawa, Toyama e Kanazawa |

## Stazioni adiacenti
| 《                        | Servizio                  | 》                        |
| Linea principale Hokuriku | Linea principale Hokuriku | Linea principale Hokuriku |
| ------------------------- | ------------------------- | ------------------------- |
| Arimagawa                 | -                         | Naoetsu                   |